# Fast-moving consumer goods
Fast-moving consumer goods (FMCG) is een term uit de marketing en logistiek en heeft als classificatie betrekking op een scala aan veelverkochte consumentengoederen zoals voeding, toiletartikelen, zeep, cosmetica, producten voor gebitsverzorging, scheerspullen, wasmiddelen en andere niet-duurzame producten zoals glaswerk, gloeilampen, batterijen en plastic wegwerpproducten voor de huishouding. Gelet op de lengte van de term wordt doorgaans de afkorting FMCG gehanteerd.
Het fast-moving (snelle omloop) in de naam duidt het verschil aan met duurzame consumentengoederen zoals keukenapparatuur, die gewoonlijk langer dan een jaar meegaan voor ze aan vervanging toe zijn. Farmaceutica worden soms tot de FMCG-categorie gerekend. Binnen FMCG wordt ook weer onderscheid gemaakt tussen de echte fast movers (zoals flessen cola, melk) en slow movers (kruiden, ingeblikte etenswaren e.d.).
De term consumer packaged goods (CPG) heeft dezelfde betekenis als FMCG; beide begrippen zijn inwisselbaar. Hoewel FMCG een typisch Britse term is, wordt in de Engelstalige wereld vooral de CPG-term gehanteerd.
Enkele voorbeelden van bedrijven in FMCG zijn Unilever en Colgate-Palmolive.